# Vaccarizzo Albanese
Vaccarizzo  Albanese község (comune) Olaszország Calabria régiójában, Cosenza megyében.

## Fekvése
A megye központi részén fekszik. Határai: Acri, San Cosmo Albanese és San Giorgio Albanese.

## Története
A települést a 16. században alapították Calabriában megtelepedő albánok, akiket a törökök űztek el országukból.

## Népessége
A népesség számának alakulása:

## Főbb látnivalói
- Palazzo Cumano
- Santa Maria di Costantinopoli-templom
- Madonna del Rosario-templom